# Allocation pour demandeur d'asile
L'allocation pour demandeur d'asile (ADA) est une allocation versée aux demandeurs d'asile majeurs en France (sauf à Mayotte) pendant la période d’instruction de leur demande. Le montant pour une personne seule est de 6,80€/jour (207€/mois) ou de 14,20€/jour (432€/mois) si l'individu n'a pas reçu de logement.
Cette allocation de subsistance, l'hébergement, la domiciliation et la prise en charge de la vulnérabilité sont les « conditions matérielles d’accueil » (CMA) qui doivent être proposées aux demandeurs d’asile en application de la directive européenne « accueil » du 26 juin 2013. Cette directive précise que les CMA « visent à garantir un niveau de vie digne » et « assurent aux demandeurs un niveau de vie adéquat qui garantisse leur subsistance et protège leur santé physique et mentale. »
Selon les observateurs, en pratique, le montant de l'aide ne permet pas de vivre dignement, d'autant que l'Office français de l'immigration et de l'intégration restreint très souvent le droit aux CMA de façon abusive,,. À partir de novembre 2019, le paiement de l'ADA par la mise en place d’une carte de paiement (au lieu d'une carte de retrait) a fait naître de nouvelles difficultés pour les demandeurs d’asile.

## Évolution du droit
Le 1er novembre 2015, l'ADA remplace l'Allocation temporaire d'attente (ATA) et l'allocation mensuelle de subsistance (AMS).

## Conditions d'attribution et de retrait
L'allocation de subsistance pour demandeur d'asile est conditionnée à la présentation d'une attestation de demandeur d'asile ou d'un récépissé de demande d'asile. Elle est versée pendant toute la durée du traitement du dossier de demande d'asile,. Elle cesse quand la personne est déboutée ou protégée, au terme des procédures devant l'OFPRA ou la CNDA.
L'OFII suspend les CMA lorsque les personnes dublinées manquent un rendez-vous en préfecture ou en commissariat (de peur d’être transférées dans un autre État membre de l’UE), lorsqu'elles ne répondent pas à une demande d’information par courrier, en cas de dépôt de demande d’asile tardive (après quatre-vingt-dix jours de présence en France), de demande de réexamen, de refus d’une proposition d’hébergement ou d'abandon d'un lieu d’hébergement. Ces interruptions ont généré 24,7 millions d’euros d’économies en 2018, et le gouvernement en espérait 100 millions en 2020.
Le 31 juillet 2019, saisi d’un recours formé par la Cimade, le Conseil d’État a annulé des dispositions de la loi Asile et immigration du 10 septembre 2018 relatives aux CMA, rappelant que leur retrait doit être motivé par l'administration et doit pouvoir être contesté par l'intéressé.
Le dispositif ne s'applique plus à Mayotte depuis le 1er mai 2021. Des bons alimentaires d’un euro par jour sont distribués au titre de l’aide matérielle.

## Montant et caractéristiques
Le montant pour une personne seule est de 6,80€/jour (207€/mois) ou de 14,20€/jour (432€/mois) si l'individu n'a pas reçu de logement. Pour un couple, le montant est de 10,20€/jour ou 17,60€/jour si le couple n'a pas reçu de logement. Rapporté à un individu, l'allocation de couple correspond à une réduction de 25 % ou 38 %. Les contrôles des situations conjugales par l'État étant rares, cette situation incite fortement à faire des demandes individuelles. L'ADA est incessible et insaisissable, et son bénéficaire n'a pas à rembourser les montants reçus en cas de refus de la demande d'asile, et ce quels que soient les motifs de refus.

## Modalités de versement
Le 5 novembre 2019, la carte de retrait de l’ADA devient une carte de paiement ne permettant plus d’effectuer des retraits d’argent. Les règlements ne sont possibles que dans des commerces équipés d’un terminal spécifique. Au-delà de 25 opérations par mois, chaque paiement est facturé 50 centimes d’euro,,. Le changement est la conséquence d'une volonté du gouvernement de réduire le coût de l’asile. Le Défenseur des droits relève que cette « réforme de la carte ADA, alors qu'elle est présentée comme étant réalisée dans l'intérêt des demandeurs d'asile, leur est en réalité très préjudiciable, au point d'affecter lourdement leur quotidien » et a appelé à mettre en place « un système mieux adapté à la situation des demandeurs d'asile à savoir une carte mixte ou la possibilité de versement sur le compte bancaire du demandeur s'il en détient un ou en espèces à défaut ».

## Autres avantages non monétaires
Les demandeurs d'asile en France bénéficient également d'avantages en nature en complément de l'ADA. Ainsi, l'accès à l'éducation nationale (école primaire, collège ou lycée) est gratuit pour les enfants de demandeurs d'asile. De plus, l'accès aux soins est également gratuit pour les demandeurs d'asile, via la Couverture maladie universelle (CMU).
Les demandeurs d'asile peuvent également bénéficier d'un hébergement dans un centre d’accueil pour demandeurs d’asile (CADA) ou un Centre d'hébergement d'urgence (50 000 places disponibles en France[Quand ?]). Cependant, en cas d'acceptation par le demandeur, le montant de l'ADA est alors réduit de 7.4 €/jour (225 €/mois).

## Personnes protégées
Si le demandeur d'asile obtient un statut de réfugié ou la protection subsidiaire, le versement de l'ADA prend fin. La personne concernée acquiert alors le droit de travailler, et peut sous certaines conditions recevoir le RSA, d’un montant de 551€ en 2019.